# Corullón

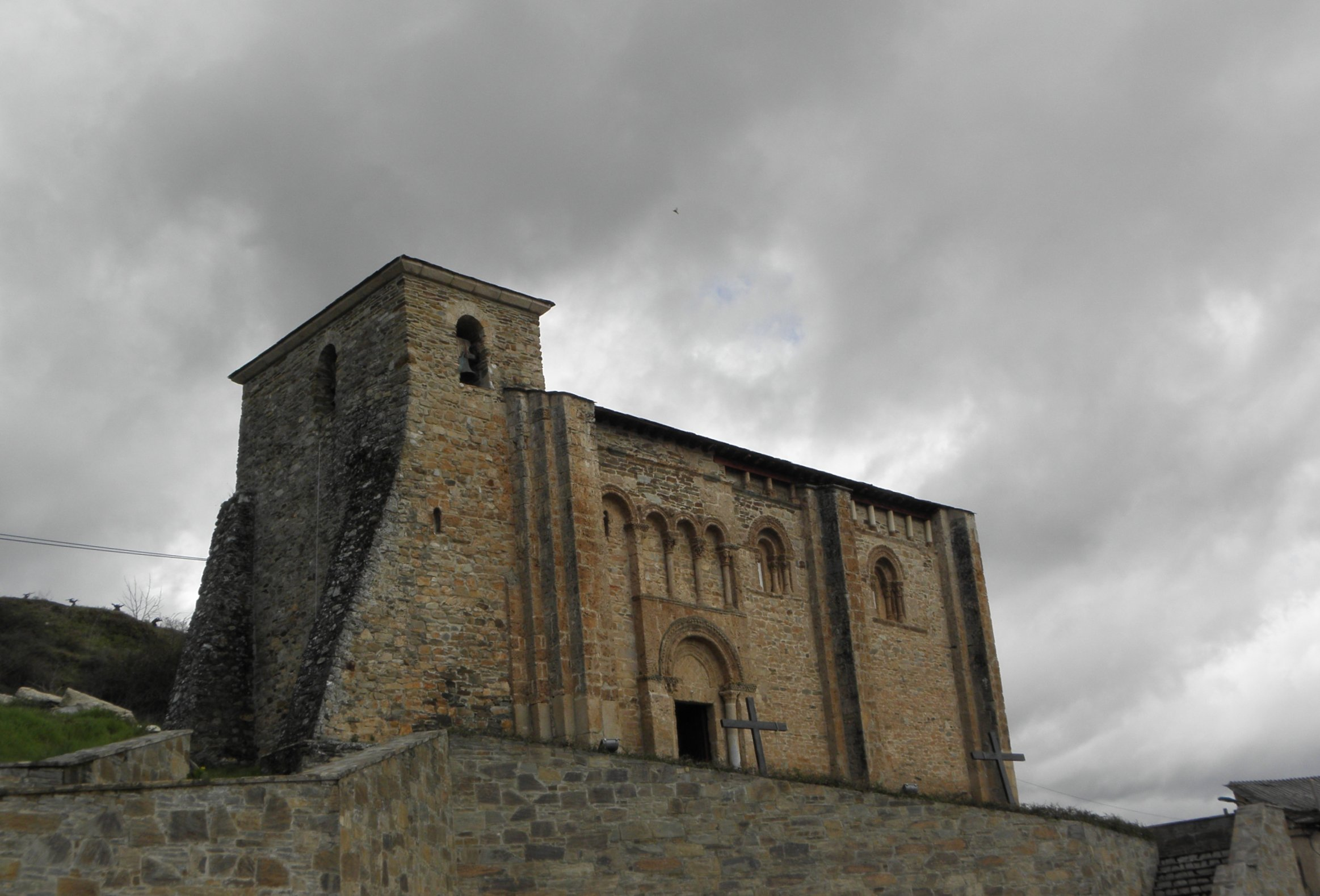
San Miguel de Corullón

Corullón is een gemeente in de Spaanse comarca El Bierzo van de provincie León in de autonome regio Castilië en León met een oppervlakte van 78,27 km². Corullón telt 937 inwoners (1 januari 2016).